# Joseph Mantke
Joseph Mantke, auch: Josef (* 21. Januar 1866 in Bladen; † nach 1932) war ein deutscher Lehrer und Politiker (Zentrum).

## Leben
Nach dem Volksschulabschluss bildete sich Mantke privat für das Lehrerseminar fort und im August 1886 bestand er die Reifeprüfung in Oberglogau. Vier Monate später erhielt er eine Anstellung als Volksschullehrer in Pschow, wo er bis 1897 arbeitete. Er legte 1888 die Zweite Lehrerprüfung, 1891 die Mittelschullehrerprüfung und 1892 Rektorenprüfung ab. Anfang Juli 1897 wechselte er als Lehrer die katholische Volksschule in Gleiwitz, deren Leitung er ab 1923 als Rektor innehatte. Daneben war er seit 1900 nebenamtlich als Lehrer an der kaufmännischen Berufsschule in Gleiwitz tätig und seit April 1921 auch deren Leiter. Am 1. Oktober 1923 wurde er Direktor des kaufmännischen Bildungsvereins Gleiwitz. Zudem war er stellvertretender Vorsitzender des Kirchenvorstandes der Gemeinde St. Bartholomäus.
Mantke trat in die Zentrumspartei ein. Er war bis 1923 Stadtverordneter in Gleiwitz und Mitglied verschiedener städtischer Kommissionen. Am 3. Januar 1923 rückte er als Abgeordneter in den Preußischen Landtag nach, dem er ohne Unterbrechung bis zum Ablauf der dritten Legislaturperiode 1932 angehörte. Im Parlament vertrat er den Wahlkreis 9 (Oppeln).

## Ehrungen
- Preußisches Verdienstkreuz für Kriegshilfe
- Schlesisches Bewährungsabzeichen II. und I. Klasse